# Russ Kun
Russ Joseph Kun (8 de setembro de 1975) é um político de Nauru. Foi Presidente de 29 de setembro de 2022 até 30 de outubro de 2023. É deputado por Ubenide desde 2013.

## Biografia
Russ Joseph Kun nasceu no distrito de Uaboe em 8 de setembro de 1975. Antes de entrar no Parlamento, ele trabalhou para o Ministério do Comércio, Indústria e Meio Ambiente. Kun foi eleito pela primeira vez para o Parlamento de Nauru em 2013, como um dos quatro membros do círculo eleitoral de Ubenide. Ele foi reeleito em 2016, 2019 e 2022. No último governo de Aingimea, Kun foi vice-ministro das Finanças, Portos de Nauru, Turismo e Patrimônio Nacional e Museu. Kun é membro da Organização Global de Parlamentares Contra a Corrupção (GOPAC). Depois de participar de um workshop da GOPAC, ele liderou os esforços para desenvolver um código de ética para o Parlamento de Nauru. Para este fim, atuou como presidente do Comitê Parlamentar Permanente do Código de Liderança. Na primeira sessão do parlamento após as eleições gerais de 2022, Kun foi o único candidato a presidente de Nauru. Ele foi empossado junto com seu gabinete em 29 de setembro. Suas próprias pastas incluíam relações exteriores, polícia e justiça.